# Ахмед Хамди
Ахмед Хамди Салем (арап. احمد حمدى سالم, романизовано Ahmed Hamdy Salem; 16. октобар 1992) египатски је пливач чија специјалност су трке мешовитим стилом на 200 и 400 метара.
Представљао је Египат на три узастопна светска првенства у пливању — у Казању 2015. (29. место на 400 мешовито), Будимпешти 2017. (28. место на 400 мешовито) и Квангџуу 2019. (33. место на 400 мешовито).